# Agrias fulvescens
Agrias fulvescens är en fjärilsart som beskrevs av Rebillard 1961. Agrias fulvescens ingår i släktet Agrias och familjen praktfjärilar. Inga underarter finns listade i Catalogue of Life.